# Cistationina
La cistationina è un intermedio nella biosintesi della cisteina.
Si forma dalla omocisteina e serina, reazione catalizzata dall'enzima cistationina beta sintasi
L-serina + L-omocisteina {\displaystyle \rightleftharpoons } L-cistationina + H2O
L'enzima cistationina gamma-liasi scinde la cistationina in cisteina e acido alfa-chetobutirrico.
Una presenza elevata nelle urine prende il nome di cistationinuria.